# Сава Косановић (политичар)
Сава Косановић (Плашки, 29. мај 1894 — Београд, 14. септембар 1956) био је српски и југословенски политичар, дипломата и публициста.

## Биографија
Рођен је у Плашком, као син Николе и Марице Косановић, најмлађе сестре Николе Тесле. Гимназију је завршио у Ријеци, а студије права у Будимпешти.
Постао је 1926. генерални секретар Самосталне демократске странке Светозара Прибићевића, а 1927. је први пут изабран за народног посланика. Изабран је још два пута за посланика, 1935. и 1938. године.
Као политичар, заузео је истакнуто место у политичком животу и делатности грађанских странака Југославије између два рата. Имао је храбрости да, као народни посланик 1928. године у Скупштини покрене снажну борбу против полицијског терора и против корупције, а као уредник часописа "Воља" (1926-28) а касније у часопису "Нова реч" (1937-1939) доследно се борио против шовинизма, корупције и шестојануарске диктатуре. Иако је по Закону о заштити државе био осуђен и интерниран у родни крај, политички је деловао у оквиру Сељачко-демократске коалиције, залажући се за јединство странака грађанске опције у борби против диктаторских режима. За време Стојадиновићеве владе био је тешко рањен од најмљеног атентатора. Уочи приступању владе Цветковић-Мачековог Тројном пакту са Хитлеровом Немачком и Мусолинијевом Италијом (март 1941. године) издао је проглас са својим политичким истомишљеницима у коме је позвао на одлучну борбу против фашизма.

### Други светски рат
После пуча 27. марта 1941. у владу Душана Симовића као министар снабдевања.
Дошао је у сукоб са већином својих ранијих истомишљеника који нису подржавали партизане, а са избегличком владом зато што је стајала иза четничког покрета Драгољуба Михаиловића. Од априла 1942. до 1944. године Косановић је живео у емиграцији у САД, најпре као члан владе, а касније у опозицији према емигрантским владама. Определивши се за Народноослободилачки покрет, активно се ангажовао за помоћ НОП, нарочито у САД.
Током јула 1944. године постао је министар у Шубашићевој влади и прешао на ослобођени Вис. Од марта 1945. био је министар информација у влади Јосипа Броза Тита. Постављен је 1946. године за амбасадора у САД, а потом у Мексику. По повратку у земљу 1949. године поново је био члан владе, а од 1953. године до смрти био је члан Савезног извршног већа. Био је члан Президијума Народне скупштине и члан Председништва Народног фронта (касније Социјалистичког савеза). Године 1946. био је члан Југославенске делегације на Париској мировној конференцији 1946. а 1947. године шеф југословенске делегације на ванредном заседању Уједињених нација у Њујорку.
Његовом заслугом је сва лична заоставштина Николе Тесле сакупљена и из САД донета у Београд где је формиран Музеј Николе Тесле.

### Писмо Тесли
Сава Косановић је послао писмо Николи Тесли 20. новембра 1941. 
Поштовани и драги Ујаче, Пишем Вам јако узбуђен. Рекосте ми на телефон да сте читали што сам ја казао. Ако је то оно што износи "Србобран" - онда сте, наравно, сасвим криву слику морали добити. Оно што "Србобран" износи најпростија је клевета неинтелигентних и несавјесних људи. А Ви сте у животу имали да искусите многи пут - уврједу и обједу. Молим Вас зато најљепше, прочитајте овај мој интервју, што сам га дао Питсбургу. Ово како сад пише "Србобран" противно је не само Краљу Петру и влади Стојадиновићевој чији сам члан, него апсолутним интересима Југославије, Рузвелтовој политици у Русији. Тобожњи докуменат који је објављен ужасно је тенденциозан и намјера му је била да оправда Недића у Београду, који тобож брани Србе из Хрватске - док у исто вријеме, по налогу Хитлера, стријеља Србијанце. У данашњем "Timesu" има стварни деманти оних страховитих цифара, набацаних без осјећаја и срца за оне, који пате. Није истина и не може бити истина да су Павелић и Хрвати исто. Кад би тако било не би се Југославија никад створила. Издајица има свуда, има их и међу Србима, али се несмије генерализирати. Зашто је Павелић стријељао и многе најбоље међу Хрватима? Мачеков живот је у сталној опасности, али га не убијају само зато што се боје још веће реакције. Али без обзира на све, Српство мора да буде носилац уједињења цијелог Балкана. Она шака полуинтелигентних људи око "Србобрана" насјела је једној подвали са стране. Грехота је да несвјесно служе Хитлеру. Али кад су могли ломити копља за Стојадиновића у часу кад је убијао Чехословачку, ишао Хитлеру и Мусолинију, иницирао још пред пет година катастрофу - е онда, богами, дужност би им била да помажу владу у напору за спасавање, владу иза које стоји збиља сав народ и Срби, и Хрвати, и Словенци, а то је ова наша влада. Ваше име најпоштованије је име што га имамо - воле вас једнако и Срби, и Хрвати, и Словенци, и овђе у емиграцији, и у земљи. Ваше име несмије се злоупотребити. То сам желио. Поштује Вас Ваш нећак Сава Н. Косановић
Преминуо је у Београду 14. септембра 1956. и сахрањен на Новом гробљу.